# Aristocypha baibarana
Aristocypha baibarana är en trollsländeart som först beskrevs av Matsumura 1931.  Aristocypha baibarana ingår i släktet Aristocypha och familjen Chlorocyphidae. Inga underarter finns listade i Catalogue of Life.